# Cheval en Irak
Le cheval en Irak est essentiellement représenté par la race Arabe. Ayant une longue tradition d'élevage et de commerce par les tribus nomades bédouines, l'Irak fait désormais l'objet d'attentions étatiques vers cet élevage, majoritairement présent dans les régions de Bagdad, Ramadi, Samara, Mossoul et Bassorah.

## Histoire

### Antiquité

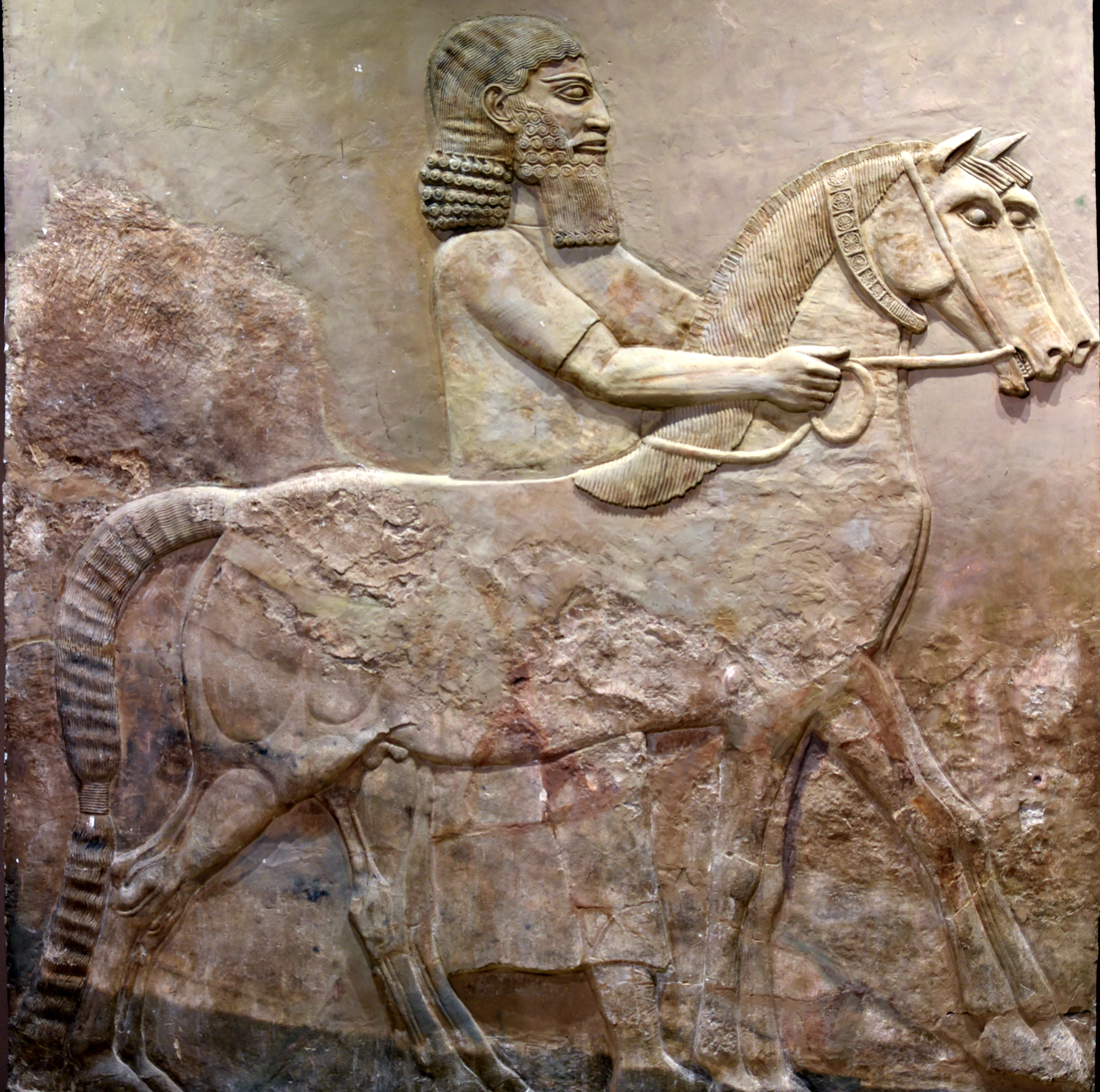
Bas-relief d'un palefrenier assyrien et de ses chevaux, palais royal de Dur-Sharrukin, vers 710 av. J.-C., conservé au musée national d'Irak.
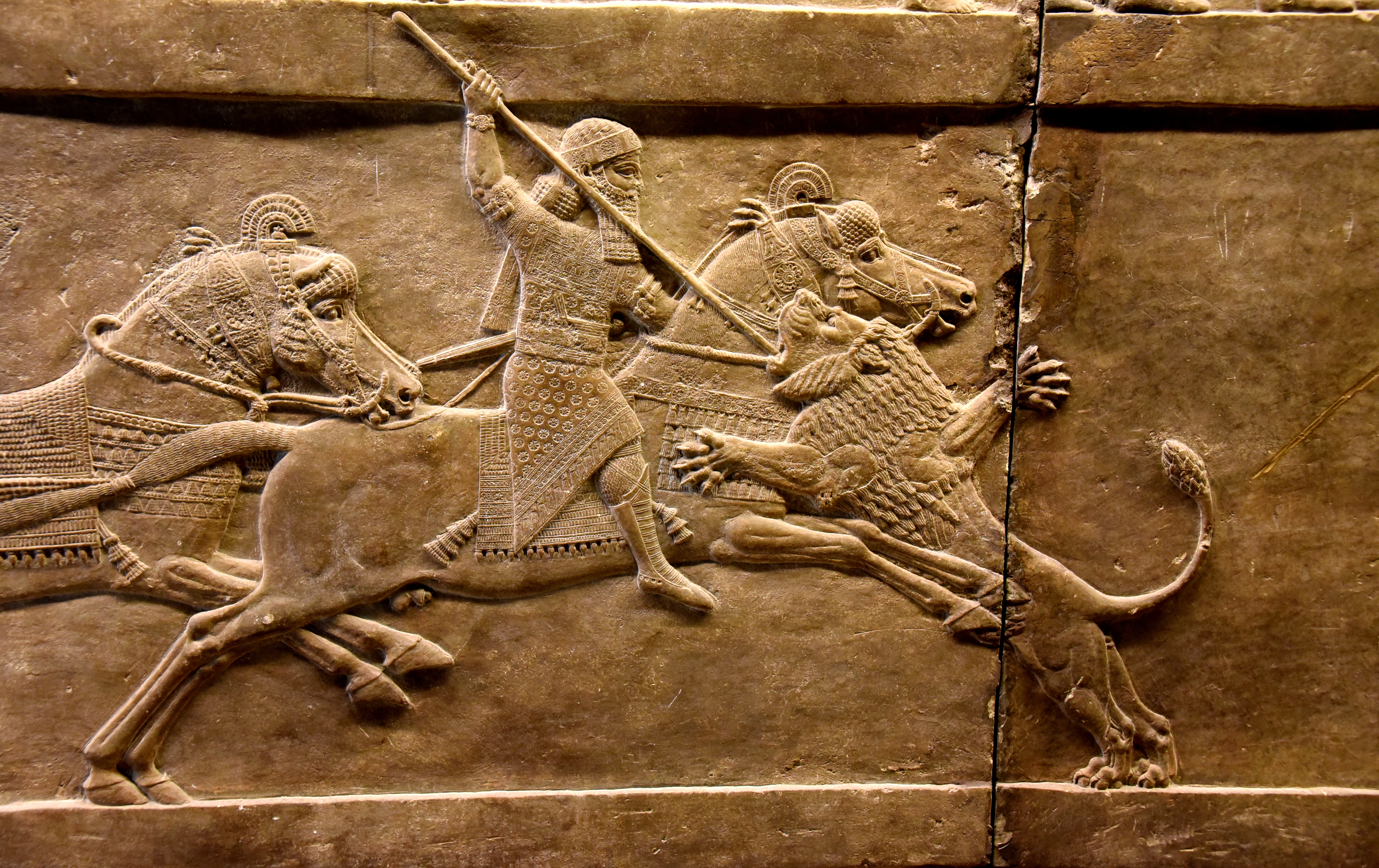
Détail de la « chasse aux lions d'Assurbanipal (en) », bas-relief du palais nord de Ninive, vers 645-635 av. J.-C., conservé au British Museum.

### Depuis le Moyen Âge

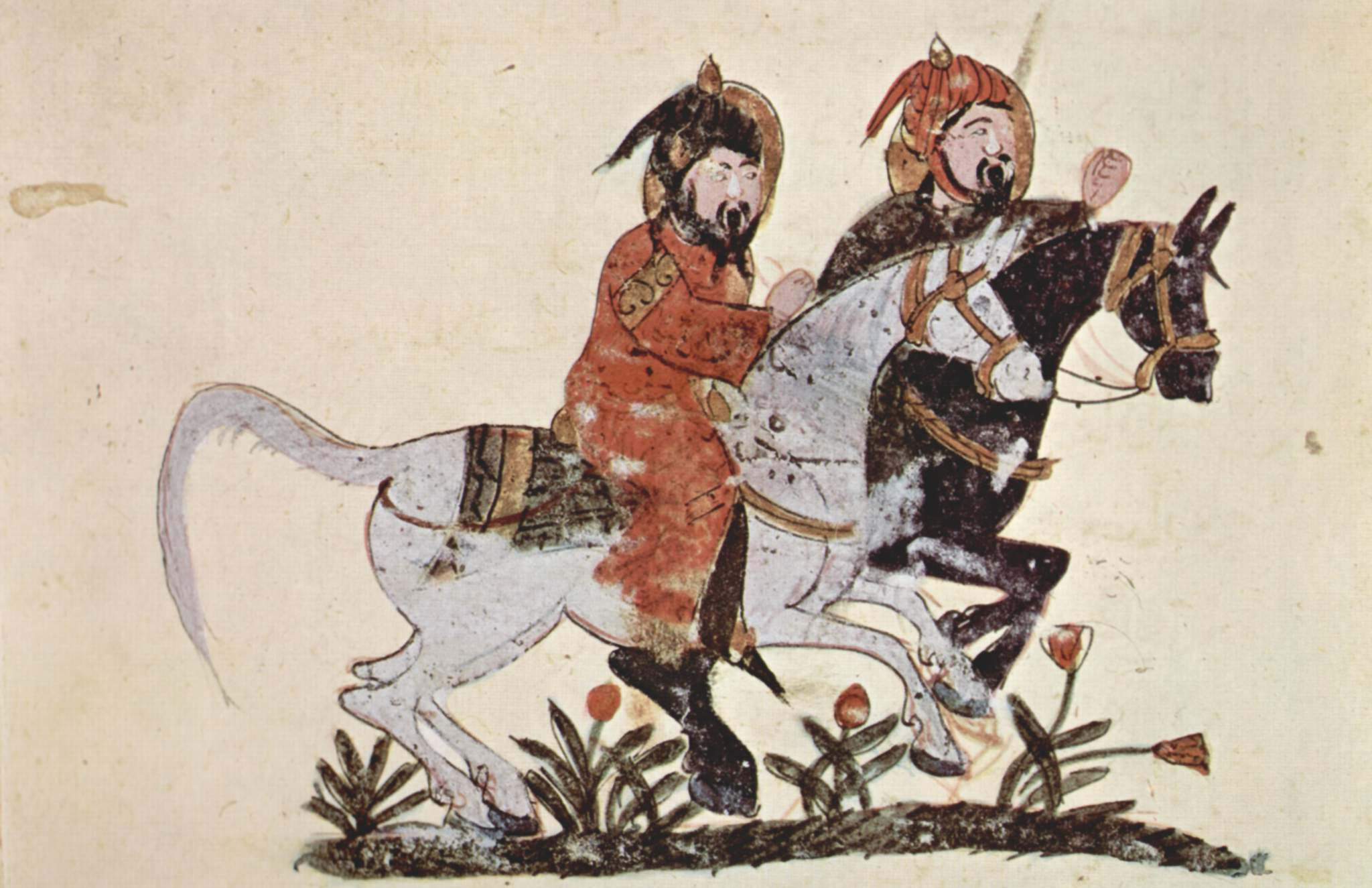
Irakischer Maler, 1210.

Comme dans de nombreux autres pays arabes, l'élevage des chevaux est en Irak une tradition ancienne. Les Bédouins pratiquent en effet cet élevage de longue date, accordant au cheval une importance culturelle de premier plan. Dès le VIe siècle, le commerce du cheval y est attesté, en particulier dans le sud du pays actuel ; au XIIe siècle, ces exportations de chevaux irakiens concernent surtout l'Inde. Cependant, lorsque l'Empire ottoman a pris le contrôle de cette région, il tente de réfréner ce commerce lucratif, si bien qu'au XVIIIe siècle, il est fait mention d'officiels Ottomans montant des chevaux originaires du Golfe. Le cheval Pur-sang arabe devient un élément stratégique décisif des forces militaires ottomanes.
Historiquement, l'élevage du cheval est nomade, diverses tribus arabes traversant le territoire irakien, mais aussi la Syrie, pour rejoindre le Nejd central pendant l'hiver.

## Pratiques
Les courses de chevaux arabes forment l'activité équestre dominante, mais l'équitation de loisir est également populaire.
Les courses donnent lieu localement à des paris dans les années 1960.
L'élevage et le commerce des chevaux sont pratiqués dans toutes les classes sociales, y compris parmi les familles rurales, comme en témoignent les Qassāb.

## Élevage
D'après l'agronome français Philippe Barbié de Préaudeau (1987), l'élevage du cheval a attiré l'attention de l'État irakien, et se pratique surtout dans les régions des plaines de Bagdad, de Ramadi et de Samara, et secondairement près de Mossoul et Bassorah.

### Races élevées
L'Irak est membre de la WAHO, et tient un stud-book pour la race Arabe, comptant environ 800 chevaux de pure race en 2017. Ces animaux font l'objet de tests d'ADN et de tests de filiation. Parmi les lignées représentée figurent Muniqi, Hamdani, Koheilan et Saklawi.
La base de données DAD-IS recense deux races spécifiques propres à l'Irak, l'Arabe et le cheval kurde.
Des croisements ont été opérés avec le Pur-sang pour obtenir de meilleurs chevaux de course.

## Annexe